# Baham (jezik)
Baham jezik (patimuni; ISO 639-3: bdw), jezik zapadne transnovogvinejske skupine, uže zapadnobomberajske skupine kojim govori 1 100 ljudi (1987 SIL) u indonezijskoj regenciji Fakfak na poluotoku Bomberai. 
Srodan je jeziku iha [ihp].

## Vanjske poveznice
- Ethnologue (14th)
- Ethnologue (15th)